# Powiat Toyoda
Powiat Toyoda (jap. 豊田郡 Toyoda-gun) – dawny powiat w Japonii, w prefekturze Ibaraki.

## Historia

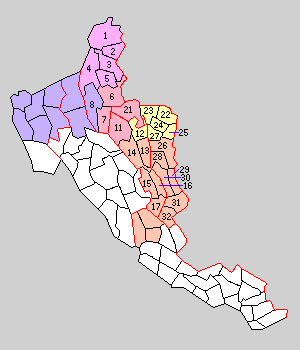
Powiat Toyoda (21–32) (1889 r.)

Powiat został założony 2 grudnia 1878 roku. Na dzień przed wprowadzeniem nowego systemu administracyjnego, 31 marca 1889 roku, powiat Toyoda został podzielony na miejscowość Mitsukaidō i 11 wiosek: Nishitoyoda, Toyokami, Fusakami, Sōdō, Kokai, Toyoda, Tama, Ishige, Goka, Mitsuma i Ōnō.
1 kwietnia 1896 roku powiat Toyoda został połączony z powiatem Yūki. W wyniku tego połączenia powiat został rozwiązany.